# 7e eeuw
De 7e eeuw (van de christelijke jaartelling) is de 7e periode van 100 jaar, dus bestaande uit de jaren 601 tot en met 700. De 7e eeuw behoort tot het 1e millennium.

## Langjarige gebeurtenissen in de 7e eeuw
Europa
- De West-Slavische Pomoranen vestigen zich aan de Oostzeekust. Zij spreken Oost-Pommers.
- De Balkan wordt bevolkt door binnengedrongen Slavische volkeren, die oudere bewoners assimileren of verdrijven. Het Oost-Romeinse Rijk verliest door deze ontwikkeling zijn landverbinding met de restanten van het West-Romeinse Rijk.
- In het Oost-Romeinse Rijk wordt het Latijn als regeringstaal vervangen door de volkstaal het Grieks.
- Vanaf de 7e eeuw ontstaat in Noord-Europa het hofstelsel van leenheren en leenmannen. Verreweg de meeste boeren maken zichzelf afhankelijk van een leenheer door het grondbezit aan de leenheer te schenken in ruil voor bescherming.
- Opkomst van de hofmeiers. Na de dood van koning Dagobert I nemen zij alle macht over van de Vadsige koningen.
- Het door de Angelen en de Saksen veroverde Engeland bestaat in hoofdzaak uit zeven koninkrijken: de heptarchie. Regelmatig voeren deze onderling oorlog, maar ook wel werken ze samen onder leiding van een bretwalda. De daadwerkelijke leiding viel echter geleidelijk aan in handen van Northumbria, Mercia en Wessex.
- De Avaren wisselen hun nomadenbestaan in voor een sedentaire leefstijl.

Midden-Oosten
- Het Islamitisch Kalifaat wordt gesticht door de profeet Mohammed, de grondvester van de islam, tussen 622 en 632. Onder Mohammed en de eerste drie Rechtgeleide Kaliefen (622-656) worden het Arabisch Schiereiland, Mesopotamië, Perzië, Palestina, Syrië en Egypte veroverd, maar de Eerste Fitna (656-661) verbreekt de eenheid en scheurt de islam in twee stromingen: soennisme en sjiisme. De soennitische Omajjaden overwinnen en vestigen een wereldrijk. Ze verplaatsen hun zetel van het Arabisch schiereiland naar Damascus. Mekka en Medina, waar de oorsprong ligt van het islamitische rijk, vervallen tot onbelangrijke provinciesteden.
- Perzië raakt in het begin van de 7e eeuw verwikkeld in een grote oorlog tegen het Oost-Romeinse Rijk (tot 626) en valt na 636 in handen van de Arabieren. Het door de strijd tegen Constantinopel verzwakte Perzische leger wordt in een reeks veldslagen rond 640 weggevaagd en de Arabische ruitertroepen dringen door tot in Centraal-Azië en bereiken de grenzen van Noord-India.
- Uit de drachme wordt via de Sassanidische drachme, die ook 4 gram weegt, de islamitische dirham ontwikkeld. Deze is lichter (ca. 3 gram) en is eerst nog een geheel Sassanidisch ogende munt.

Nederlanden

Magna Frisia

- Ontstaan van Groot-Friesland, een federatie van stammen in het kustgebied van het Zwin tot aan de Wezer.
- Kerstening van Vlaanderen door Amandus van Gent.
- Remaclus, abt van het klooster te Solignac in Aquitanië, krijgt van koning Sigebert III van Austrasië een stuk bos in de Ardennen, om hem in staat te stellen dit deel van het rijk te kerstenen. Hij sticht de abdij van Stavelot.
- De Romeinse keerploeg wordt heringevoerd, wat een grotere grondopbrengst betekent en dus[bron?] tot een dichtere bevolking leidt.

Azië
- Xiao'erjing wordt ontwikkeld in China tijdens de Tang-dynastie om Chinese kinderen sneller het Arabisch schrift te leren.
- China beleeft de Gouden Tijd van het Ch'ang-boeddhisme. In deze periode leefden de legendarische Ch'an-meester Hui-Neng (638-713).
- Het boeddhistische koninkrijk Srivijaya op Sumatra breidt zich vanuit de hoofdstad bij het huidige Palembang (Zuid-Sumatra) uit en verwerft de macht over de nabijgelegen havens.
- Het Rijk der Göktürken is een van de grootste (Turkse) wereldrijken uit de geschiedenis. Op het hoogtepunt strekte hun invloedssfeer zich uit van de Chinese Muur tot aan de Zwarte Zee in wat vandaag Oekraïne heet. Voorts is het een van de eerste keren dat de verschillende Turkse volkeren samenwerkten in plaats van elkaar te bestrijden in kleinere stamverbanden.

Afrika
- Islamitische verovering van de Maghreb.

Godsdienst
- Tussen Keltische en Rooms-katholieke missionarissen bestaat een fundamentele onverenigbaarheid. De Kelten zien de kerk in termen van weinig gestructureerde kloostergemeenten, omdat hun wereld uit verspreid liggende plattelandsgemeenten bestaat met een lange traditie van migratie. Hun bisschoppen en priesters zijn meer rondtrekkende evangelisten, dan gevestigde pastores met geestelijke en bestuurlijke functies. Rooms-katholieke missionarissen komen uit een meer verstedelijkte en gevestigde wereld van de Romeinse samenleving, benadrukken organisatie en stabiliteit en zien de kerk als een administratief lichaam.

Innovatie
- In enkele regionen van Perzië worden Perzische windmolens toegepast. Ze bevinden zich voornamelijk in het Iraans – Afghaanse grensgebied. Ze benutten hier de krachtige "Wind der 120 dagen", die in de zomermaanden met grote constantheid uit noordelijke richting waait.
- Het halster wordt ontwikkeld, zodat het paard gemakkelijker kan worden ingezet als trekdier.

bouwkunst
- De hoefijzerboog wordt uitgevonden door de Visigoten. Hij bestaat uit een cirkeldeel, groter dan de gebruikelijke halve cirkel.

## Belangrijke personen van de 7e eeuw
- Bonifatius, Iers missionaris
- Mohammed, stichter van de islam
- Rombout, Iers missionaris
- Werenfridus, Iers missionaris
- Willibrordus, Iers missionaris

<< · 600-609 · 610-619 · 620-629 · 630-639 · 640-649 · 650-659 · 660-669 · 670-679 · 680-689 · 690-699 · >>
<< · 1e · 2e · 3e · 4e · 5e · 6e · 7e · 8e · 9e · 10e · >>